# Вишневський Іван Гаврилович
Вишневський Іван Гаврилович (бл. 1746 — 7 травня 1800) — Член Другої Малоросійської колегії (1779—1781 рр.) в Глухові, полковник.

## Прихильність імператриць
Іван Вишневський дуже рано залишився без батьків. У 1752 році помер батько — полковник Гаврило Федорович Вишневський (1716—1752), а через п'ять років — 10 жовтня 1757 р. мати Марія Федорівна Мещерська (Вишневська) (1723—1758).
Тому, він разом з двома братами й сестрою виховувався у двоюрідної тітки Ганни Наришкіної. Вона, в свою чергу, була двоюрідною сестрою керівника Другої Малоросійської колегії Петра Олександровича Рум'янцева-Задунайського).

## Державна служба
Дослужився до полковника й чину статського радника.
Після одруження осів у селі Фарбованому Пирятинського повіту Полтавської губернії, який належав ще його діду Федору Стефановичу Вишневському (1682—1749).
Служив головою Палати карного суду Київського намісництва. Був надзвичайно освіченою людиною.
Дід його дружини Уляни Степанівни Томари був голови Палати кримінального суду Київського намісництва.

### Служба в Глухові
Був призначений в 1779 році до Складу Другої Малоросійської колегії разом із генерал-поручиком Андрієм Степановичем Милорадовичем (1727—1796) та генеральним суддею Іллею Васильовичем Журманом (?-1783).

## Родина
Жив у Києві, де збудував будинок на Печерську. У їхньому будинку на Мільйонній вулиці бувала при відвідуванні Києва з 29 січня до 22 квітня 1787 року імператриця Катерина II. Вечорами вона відвідувала тут даму свити імператриці А. Н. Наришкіну і свого улюбленця обер-шталмейстера Л. А. Наришкіна.
- Дружина: Уляна Степанівна Томара (бл. 1754 — ?).

- Діти отримали гарну освіту: доньки навчались удома, сини закінчили Львівський університет.

- - Степан Іванович Вишневський — після відставки жив у Москві, потім у Фарбованому;
  - Гаврило Іванович Вишневський;
  - Анна Іванівна Туманська (1778 — 12 жовтня 1858);
  - Софія Іванівна Ганжа (1779 — ?).

## Смерть
Помер 7 травня 1800 року в с. Фарбоване Пирятинського повіту Полтавської губернії (нині — Яготинського району Київської області, де і похований.